# Lamya Kaddor
Lamya Kaddor, née le 11 juin 1978 à Ahlen en Allemagne, est une écrivaine allemande d'origine syrienne et spécialiste des études islamiques. Elle est élue membre du Bundestag lors des élections de 2021 pour le parti Alliance 90/Les Verts. Elle est la fondatrice et présidente de l'Association libérale-islamique (LIB eV) ,,et est connue pour avoir introduit l'éducation islamique dans les écoles publiques allemandes.

## Biographie
Lamya Kaddors a immigré en Allemagne avec ses parents en provenance de Syrie en 1978.

## Carrière politique
Lamya Kaddor est élue député en 2021 dans le Land de la Rhénanie du Nord-Westphalie. Lors des négociations visant à former une coalition entre le Parti social-démocrate (SPD), Alliance 90/Les Verts et le Parti libre-démocrate (FDP) après les élections de 2021, Kaddor fait partie de la délégation de son parti au sein du groupe de travail sur sécurité intérieure, droits civiques et protection des consommateurs, coprésidé par Christine Lambrecht, Konstantin von Notz et Wolfgang Kubicki.
Au Parlement, Kaddor siège à la commission des affaires intérieures depuis 2021. À ce titre, elle est rapporteure de son groupe parlementaire sur les relations avec le Moyen-Orient.

## Prise de position
Lorsque Hans-Peter Friedrich a déclaré lors de sa première conférence de presse en tant que ministre fédéral de l'Intérieur en 2011 que « l'Islam en Allemagne n'est à aucun moment quelque chose de fondé sur l'histoire » et que l'Islam ne jouait pas un rôle majeur dans la culture allemande, Kaddor a répondu que « De telles déclarations ne sont pas seulement fausses sur le plan politique et historique, je pense qu’elles sont dangereuses » .